# Espansione cartaginese in Italia
L'inizio dell'espansione cartaginese in Italia - sotto l'ottica non puramente commerciale ma territoriale e quindi militare - si può far risalire alla spedizione di Malco in Sicilia, attorno al 550 a.C. Fino ad allora infatti, Cartagine aveva tratto le sue ricchezze dal commercio nel mondo mediterraneo e dalla presenza della flotta a protezione delle rotte commerciali.

## Colonie fenicie

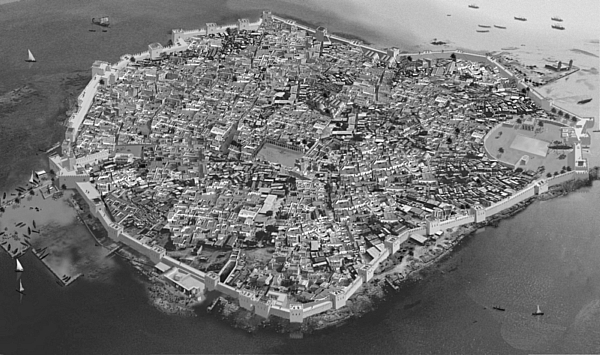
L'isola fenicia di Mozia, come appariva verso la fine del V secolo a.C.

Dopo una iniziale fase di precolonizzazione fenicia del Mediterraneo occidentale, iniziata attorno al XII secolo a.C. quando una serie di fondaci fu costituita nelle più adatte località della costa, nell'VIII secolo a.C. iniziò la fase di sviluppo delle basi che diventarono vere e proprie città e i Fenici, oltre che in Africa con Cartagine e Utica, si insediarono sulle coste della Sardegna e nell'area occidentale della Sicilia. Si assiste quindi al sorgere di realtà quali Mozia e poi Lilibeo, Palermo, Solunto in Sicilia e Sulci, Nora, Tharros, Bithia, Cagliari in Sardegna.
In Sicilia l'insediamento fenicio e poi punico avvenne senza grandi reazioni da parte delle popolazioni autoctone; un  esempio è il tempio sul Monte Erice  dedicato ad Astarte Ericina (dea-madre dell'area cananea e assimilata in seguito a Venere), era frequentato sia dai fenici che dagli Elimi che spesso aiutarono i fenici nella lotta contro i Greci..
In un primo tempo, invece, le colonie fenicie in Sardegna non riuscirono ad andare oltre un controllo del territorio appena circostante, per la decisa resistenza che incontrarono.

## Cartagine
Fondata, secondo la tradizione, attorno all'814 a.C. come colonia di Tiro, la città punica si era rapidamente ingrandita ed era diventata la base per una più capillare colonizzazione fenicia nell'intero bacino del Mediterraneo occidentale. Cartagine sfruttò la sua posizione di cerniera al centro del Mediterraneo e, anche approfittando della decadenza delle città-madri della costa libanese, i Cartaginesi svilupparono una serie di fondaci e di basi commerciali lungo le coste dell'Africa settentrionale dalla Cirenaica all'attuale Algeria, nelle isole Baleari (è del 654 a.C. la fondazione di Ibossim), sulle coste della Spagna della Sardegna e della Sicilia occidentale. Con il passare del tempo alcuni di questi insediamenti si trasformarono in vere città talvolta specializzate nella lavorazione di prodotti le cui materie prime provenivano da altre aree del Mediterraneo. Ad esempio Sulci, in Sardegna, era specializzata nei gioielli a forma di scarabeo, prodotti sul modello egizio.
La potenza commerciale e la conseguente prosperità di Cartagine erano dovute all'intraprendenza dei suoi mercanti e navigatori ma anche alla protezione militare che la città era in grado di fornire loro contro i concorrenti di altri popoli, in massima parte Etruschi e poi anche Greci, e contro i pirati che da sempre infestavano le acque del mare interno e che, in realtà, erano spesso emissioni dei governi delle altre città e popoli costieri.
Una volta stabilite le principali basi commerciali, quindi, Cartagine si trovò costretta a controllare il traffico marittimo proveniente dall'Egeo e dallo Ionio per evitare che, ad esempio, mercanti greci potessero entrare o aumentare la concorrenza nel commercio dell'argento e dello stagno delle miniere spagnole e addirittura dalle Isole Britanniche. La marineria etrusca si era ritagliata una nicchia commerciale nel mar Tirreno ed operava prevalentemente sulle coste occidentali italiane ed in Corsica ma non in regime di monopolio. La colonia focese di Massalia era riuscita a controllare il commercio dell'attuale Provenza, dell'importante via d'acqua del Rodano, arrivava fino a Emporio nel suo tentativo di penetrazione nel commercio con la Spagna e mostrerà la capacità dei suoi navigatori con l'impresa di Pitea.

## Rotte commerciali

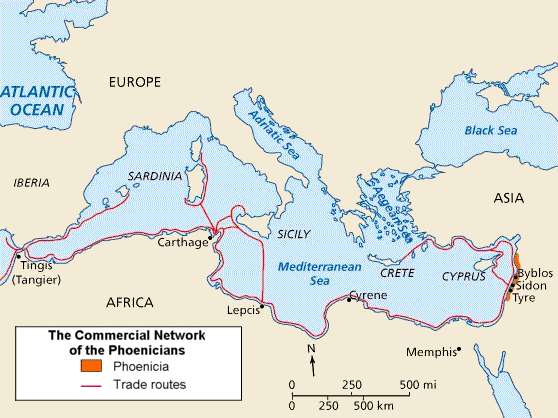
Area commerciale e rotte dei Fenici

I metodi di navigazione commerciale, per quanto coraggiosi, hanno sempre cercato la maggiore sicurezza possibile. Questa sicurezza, dati i tempi e le tecnologie dell'epoca, veniva data dalla navigazione sotto costa, da un'insenatura all'altra. Le navi venivano lanciate in mare aperto solo in periodi dell'anno favorevoli e sulle rotte più brevi fra un porto amico e l'altro. Il commercio con il Mediterraneo orientale per lo più seguiva le coste della Palestina, dell'Egitto, della Libia e, in genere dell'Africa del nord. Per raggiungere la Spagna era necessario fare scalo sulla punta occidentale della Sicilia e di lì in Sardegna e poi alle Baleari.
Dalla Sicilia poi, lungo la costa settentrionale si poteva bordeggiare raggiungendo la Campania e il Lazio, l'Etruria, la Gallia. Cartagine era praticamente estromessa dal commercio nell'Egeo, nello Ionio e nell'Adriatico aree commerciali monopolizzate dalle colonie greche (si ricordino, oltre alla Magna Grecia, Ancona e più a nord Adria) ancorché soggette al pericolo dei pirati Illiri. Proprio questo quasi monopolio greco nell'est rendeva vitale, per Cartagine, il controllo dell'occidente mediterraneo.

## Le isole minori
Da sempre considerate come strategicamente essenziali, Malta e Pantelleria furono colonizzate dai Fenici anche se non in modo massiccio ma limitato a piccoli insediamenti. La presenza fenicia a Malta data dalla fine dell'VIII secolo a.C.. Anche se ben poco è rimasto a testimoniare la vita di questo popolo, i resti archeologici ci permettono di rilevare la presenza di attività di supporto alla marineria con dimensioni già industriali (cantieri navali, bacini, canali) quasi ovvi per una località geograficamente adatta alle attività navali di tipo commerciale ma anche militare.
Anche Pantelleria entrò in breve nell'orbita cartaginese. Data la sua posizione fra la costa africana e la Sicilia era un comodo scalo mercantile e militare, utilissimo per navi cartaginesi che dal territorio metropolitano dovessero recarsi in Sicilia. E tanto sono chiare questa vocazione e questa importanza che Roma stessa, alla fine della prima guerra punica pretese, fra le altre condizioni, il possesso di  Linosa, Lampedusa, Lampione e, appunto, Pantelleria e Malta.

## La Sicilia

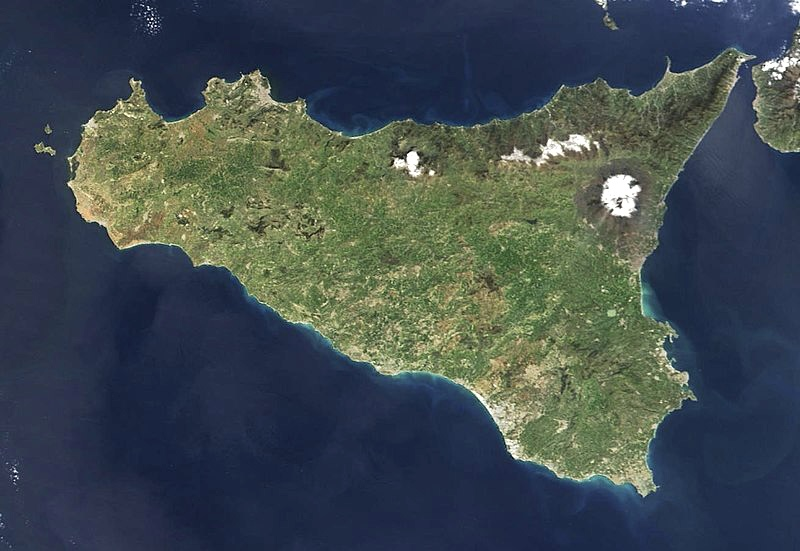
La Sicilia

Nei primi anni dopo la sua fondazione Cartagine, intenta ancora a radicarsi e ad espandersi, non aveva ancora motivo di preoccupazione per la conquista greca delle chiavi dello Stretto di Messina. Quando però divenne una grande potenza, quando già aveva conquistato parte della costa libica fino quasi alla colonia greca di Cirene e creava essa stessa colonie in Spagna, vide come incombente minaccia la dilagante presenza greca in Sicilia.
Verso la metà del VI secolo a.C., infatti, la situazione dei Fenici, e in particolare dei Cartaginesi, in Sicilia cambiò radicalmente. La città punica era ancora intenta a mettere solide basi in terra africana quando, con l'impianto di numerose colonie greche nella Sicilia orientale, nelle coste italiane dello Ionio, con la fondazione di Cuma, in Campania (e quindi oltre lo Stretto di Messina e a contatto con gli Etruschi e gli Italici), ebbe inizio una pressione demografica non fenicia in tutta l'area. Inoltre, con la nascita di Reghion e Zancle ai due lati, il controllo greco dello Stretto di Messina permetteva al commercio e alle esplorazioni elleniche di inoltrarsi nel Tirreno e da lì verso la Sardegna, la Gallia e la Spagna. Si evitava così la rotta a sud della Sicilia dove i Fenici, segnatamente con Cartagine e Mozia a sud e a nord del Canale di Sicilia, esercitavano il controllo dei traffici marittimi verso occidente.
Intorno al 750 a.C. iniziò la colonizzazione greca della Sicilia. Coloni provenienti dalle varie città-stato della Grecia si attestarono in genere sulla costa orientale dell'isola (circa 735 a.C.) con Siracusa, Naxos, Catania. Pochi anni prima (750 a.C. circa) avevano colonizzato i due lati dello Stretto con Zancle e Reghion. Ma già un  centinaio di anni più tardi i Greci erano arrivati a fondare Imera e Selinunte, a poche miglia -rispettivamente- da Palermo e Mozia, colonie fenicie. Nel 689 a.C. con Gela e nel 580 a.C. con Agrigento rinforzarono la presenza sulla costa meridionale siciliana.
Le colonie fenicie che non avevano ritenuto opportuno allargare la loro sfera territoriale si trovarono pressoché circondate; i Greci avevano lasciato al controllo punico solo la costa da Palermo all'odierna Marsala.

### I Greci alle porte

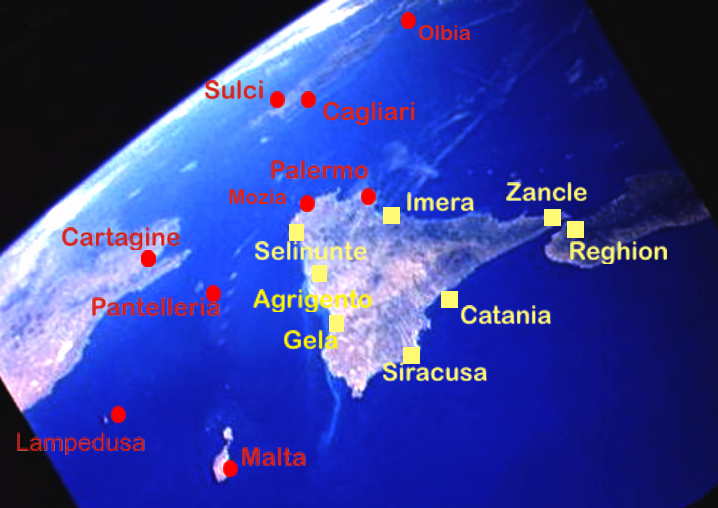
Dislocazione di alcuni insediamenti Cartaginesi e Greci nel 580 a.C.

Dopo la pirateria e mentre allargavano il territorio siciliano controllato dalle loro colonie, i Greci non disdegnarono l'azione diretta. L'intervento armato mosse dalle coste dell'Asia Minore. Ecista è Pentatlo di Cnido.
(M.A. Levi, L'Italia nell'Evo antico, Piccin, 1988, ISBN 88-299-0329-9)
Questa era una dichiarazione esplicita di voler eliminare la concorrenza dalla Sicilia o quanto meno di voler porre i Fenici sotto il tallone greco per sfruttarne le capacità.
Si noti che entrambe le etnie della costa orientale del Mediterraneo erano entrate in crisi per opera dell'espansionismo dei regni dell'interno - e segnatamente dell'Assiria - che con Asarhaddon e col figlio Assurbanipal stava espandendo le sue mire fino alla costa dell'Egeo. Anziché coalizzarsi e magari allearsi all'Egitto, i Greci e i Fenici spostarono in Sicilia e in genere nell'occidente del Mediterraneo le loro dispute commerciali e territoriali.
I Greci controllavano il Mediterraneo orientale. I Greci controllavano lo Stretto di Messina. I Greci si avvicinavano al controllo dell'intera Sicilia. I Greci dovevano essere fermati.

### La spedizione di Malco in Sicilia
Poco si sa della spedizione in Sicilia e Sardegna di Malco; il nome stesso del condottiero è troppo simile al fenicio "re" per garantire che non si tratti di un titolo onorifico piuttosto che di un nome proprio.
Malco partendo da Cartagine intraprese una spedizione in Sicilia, non si sa se chiamato in aiuto dalle deboli colonie fenicie di Mozia, Solunto e Palermo oppure se come prima pesante ingerenza di Cartagine nella politica isolana. La spedizione viene generalmente datata al periodo 535 - 540 a.C. e, certo, fu in quel periodo che Mozia vide sorgere le sue mura di cui, per le due difese naturali, non sentiva il bisogno precedentemente. I 2500 metri di mura e torri che sorsero attraversavano anche la necropoli che venne in parte abbandonata; ed è proprio questo fattore che ci permette di datare la costruzione delle mura.
La spedizione di Malco, presentata come una vittoria di Cartagine, dovette essere poco più di un rinforzo portato alle popolazioni che già controllavano quella non grande porzione della Sicilia. Più che una conquista era una protezione; le popolazioni autoctone la pagarono con una colonizzazione strisciante che portò Cartagine alla supremazia nell'isola e alla sua avocazione delle decisioni di politica internazionale.
Le informazioni ricavabili da Giustino (trattandosi di un'epitome) sono molto scarne e le informazioni che necessitano agli storici devono essere tratte dall'archeologia, campo da cui difficilmente si possono raggiungere delle certezze.
Sia che si sia trattato di una conquista (contro la volontà delle colonie fenicie) oppure di un aiuto (quindi con il loro assenso), l'intervento cartaginese dovette essere di discreta importanza se riuscì ad instaurare una forza capace pochi anni dopo (510 a.C. circa) di scacciare (con l'aiuto dei segestani) i Greci di Dorieo, principe di Sparta, dalla zona di Erice dove aveva fondato trenta anni prima una colonia chiamata Eraclea. I sopravvissuti guidati dall'ecista Eurileo occuparono Minoa che da allora assunse il nome di "Eraclea" (la "seconda") rovesciandone il tiranno Pitagora.
Infatti Giustino riporta che:
(Marco Giuniano Giustino, Epitoma Historiarum Philippicarum, XIX, 1)

## La Sardegna
Se la Sicilia e Malta erano vitali per i cartaginesi in quanto permettevano di controllare il lato settentrionale del Canale di Sicilia, la Sardegna era essenziale. Lo sfruttamento delle miniere, dell'artigianato e dell'agricoltura sarda si era già rivelato determinante per i Fenici. La Sardegna, inoltre, giace nel mezzo del Mediterraneo occidentale, ottimo punto per ristoro, rifornimento e riparazioni per le navi dirette alle Baleari e alla Spagna e alle sue miniere di argento e di stagno.
L'archeologia mostra come i più antichi reperti fenici oggi noti dalla Sardegna sono databili attorno all'XI secolo a.C. e sono relativi alla parte centro-occidentale dell'isola. Dato sintomatico è il loro rinvenimento in zone interne, dove il controllo delle popolazioni nuragiche era assoluto. Si tratta quindi di oggetti provenienti dal commercio delle popolazioni sarde con i Fenici, oggetti destinati, per il loro valore economico, alle élite politico-economiche dell'interno nuragico. Sono oggetti di lusso accettati come pagamento per le materie prime (metalli soprattutto) di cui i Fenici erano grandi commercianti.
Nell'VIII secolo a.C. si assiste ad un'importante fase di colonizzazione fenicia con la creazione di insediamenti quali Sulcis, Tharros, Nora cui in pochi decenni si aggiungono Cagliari e Bithia. La costa meridionale e occidentale della Sardegna era sotto controllo punico..
Mentre i Greci cercavano di inserirsi in Corsica quale ponte per Marsiglia e la Spagna, non sembra si siano scontrati con le forze puniche in Sardegna. Ad ogni modo:
(S. Moscati, Italia Punica, cit., p. 148)

### La spedizione di Malco in Sardegna
(The Encyclopedia of the Roman Provinces -- (http://www.usd.edu/erp/Sardinia/history.htm))
Una decina di anni dopo l'avventura in Sicilia, Malco riprese le armi con un esercito composto in massima parte da mercenari (come tradizione della città punica). Il risultato della spedizione in Sardegna fu fallimentare. Le popolazioni locali, contrariamente agli Elimi e altri popoli della Sicilia, non avevano altri nemici greci da affrontare. I Cartaginesi, che non erano riusciti ad allargare il controllo del territorio sardo oltre gli stretti limiti di alcune città e fortezze costiere, furono sconfitti.
(Marco Giuniano Giustino, Epitoma Historiarum Philippicarum, XIII, 7.)
Il sito citato più sotto ritiene che il tentativo di Cartagine fosse stato di stampo più esplicitamente imperialistico, diretto alla conquista vera e propria dell'isola e anche delle città fenicie fino ad allora libere da imposizioni dei Cartaginesi. Contro questo tipo di intervento viene ipotizzata addirittura un'alleanza fra fenici e sardi.
(http://www.hochfeiler.it/sardegna/archeologia.html)
Archiviato il 15 maggio 2006 in Internet Archive.
La conquista della Sardegna dovette essere rimandata a tempi migliori. Per effetto della sconfitta Malco perse il potere e fu esiliato. Dopo un fallito tentativo di rientrare a Cartagine con un colpo di Stato fu messo a morte.

### Asdrubale e Amilcare in Sardegna

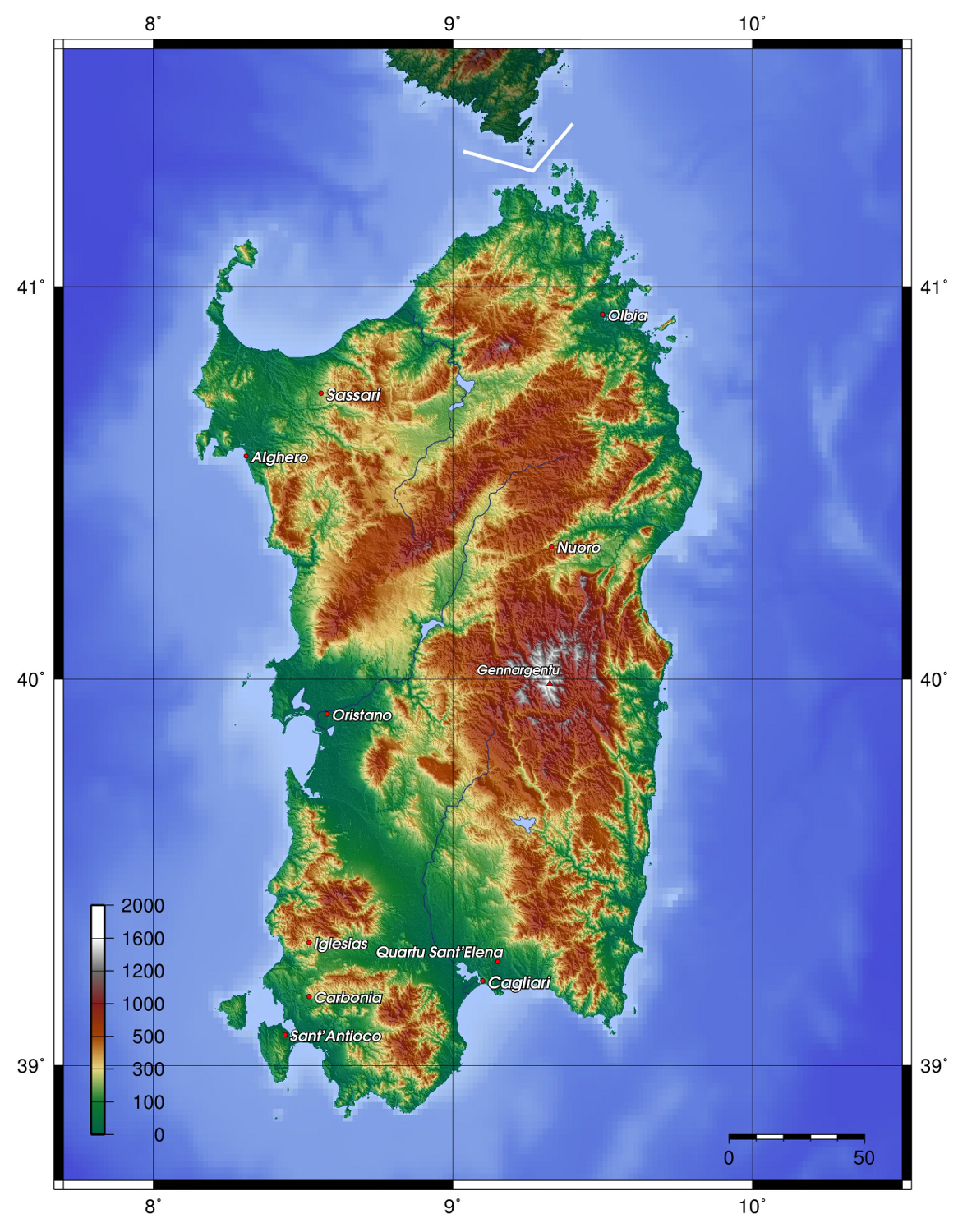
La Sardegna

Con la morte di Malco il potere passò nelle mani di Magone il quale però, dopo aver felicemente contribuito all'espansione della sua patria con la guerra e con opere di pace, morì:
(Marco Giuniano Giustino, Epitoma Historiarum Philippicarum, XIX, 1.)
Il suo posto alle redini di Cartagine fu preso dai figli Asdrubale e Amilcare che ne proseguirono l'opera.
(Marco Giuniano Giustino, Epitoma Historiarum Philippicarum, XIII, 7.)
La Sardegna venne quindi attaccata una seconda volta. Si arrivò ad una grande battaglia nella quale, però, Asdrubale venne ferito a morte;
(Marco Giuniano Giustino, Epitoma Historiarum Philippicarum, XIII, 7.)
Il peso della guerra e della politica cartaginese rimase nelle mani di Amilcare che rafforzò le posizioni puniche in Africa e, appunto, in Sardegna.
(http://www.usd.edu/erp/Sardinia/history.htm)
Lo sforzo bellico in Sardegna fu finalizzato a rendere l'isola un vero e proprio possedimento, come la Libia, dove l'impero cartaginese potesse riuscire a spingere la produzione mineraria e agricola secondo le necessità e le decisioni della metropoli punica.
Nel corso del tempo i Cartaginesi giunsero quindi a chiudere le coste dell'isola in un vero e proprio cerchio di fortezze e colonie. L'agricoltura sarda, eterodiretta dai Cartaginesi, era dedita principalmente alla produzione di grano tanto che già nel 480 a.C. il capo della spedizione punica in Sicilia, Amilcare, fece venire dalla Sardegna i rifornimenti di grano per le sue truppe impegnate nella battaglia di Imera contro i Greci. Lo pseudo-aristotelico De mirabilibus auscultationibus riporta come Cartagine proibisse la coltivazione di piante da frutto in Sardegna instaurando la monocultura, estensiva, del grano..

## La Corsica e la battaglia di Alalia
I Greci di Focea avevano fondato Marsiglia attorno al 600 a.C. Altri Focesi, quando Focea cadde in potere di Ciro il Grande nel 546 a.C., presero il mare con i loro penteconteri (navi a cinquanta remi) e approdarono nell'isola di  Cirno (la Corsica) dove fondarono la colonia di Alalia, oggi Aleria. La loro comparsa e le scorrerie piratesche che compivano non potevano che essere malviste dai Cartaginesi anche se non avevano interessi diretti in Corsica che era invece dedita al commercio con gli Etruschi. Tirreni e Punici si coalizzarono per fermare questa invasione di forze greche nei mari che consideravano di loro pertinenza.
E infatti Cartaginesi ed Etruschi in un anno compreso fra il 540 a.C. e il 535 a.C. attaccarono Alalia con 120 navi. I Focesi accettarono la battaglia e uscirono in mare con 60 navi. Vennero sconfitti e la Corsica passò sotto il controllo misto di Cartaginesi ed Etruschi mentre i Punici fissarono il loro dominio sulla Sardegna.
Le famose Lamine di Pyrgi, (datate al 500 a.C., poco dopo le imprese di Malco) in cui Thefarie Velianas, alto magistrato della città di Caere, di cui Pyrgi era il porto, implora la dea fenicia Astarte in lingua fenicia oltre che etrusca, mostrano come le due popolazioni si fossero alleate per fronteggiare l'espansionismo greco. Si ricava l'impressione che i Cartaginesi avessero posto gli Etruschi sotto un quasi protettorato marittimo, permettendo alla marineria etrusca di operare indisturbata nell'area del Tirreno; quasi a pattugliare le coste italiane e della Corsica che dovevano essere forzatamente percorse dalle navi greche in rotta verso Marsiglia. E non si dimentichi che -più tardi- all'epoca dell'attacco di Pirro in Italia e in Sicilia una flotta cartaginese si presentò alle foci del Tevere per ricordare ai Romani i trattati stipulati con i Punici; ovvero, anche se attaccati in Sicilia dal re epirota, i Cartaginesi potevano muovere indisturbati le loro flotte nel Tirreno.

## Fine del VI secolo
Negli anni vicini al 500 a.C., quindi, la situazione dei Cartaginesi e dei Fenici era la seguente: Cartagine aveva assoggettato le popolazioni rivierasche della costa del Golfo della Sirte e dell'attuale Tunisia; le coste della Sardegna erano state chiuse in una morsa di fortezze e colonie che escludevano o quantomeno limitavano pesantemente i commerci marittimi delle popolazioni autoctone dell'interno; la produzione delle ricchezze artigianali ma soprattutto di quelle minerarie e agricole della Sardegna era eterodiretta dai punici; la Corsica e le coste italiane del Tirreno settentrionale erano controllate dagli alleati Etruschi che, inoltre, stavano attraversando una fase di involuzione e non erano comunque in grado di contrastare  flotte puniche. In Sicilia la situazione era meno rosea: il controllo cartaginese era sempre limitato alla costa da Mozia a Palermo ma era sufficiente per poter fermare la navigazione oltre la costa meridionale dell'isola.
Il Mediterraneo occidentale era tenuto sotto stretto controllo. Rimaneva un'unica falla, determinata dallo Stretto di Messina, percorso dalle flotte greche dirette alle colonie della Sicilia settentrionale (Mylae), dell'Italia continentale (Cuma), verso il Tirreno e le coste celtiche e ispaniche. I Greci erano costretti a utilizzare lo Stretto che era abbastanza pericoloso per le piccole navi dell'epoca a causa delle correnti che lo percorrono e non permetteva rotte economiche verso l'occidente.

## Primo trattato Roma - Cartagine

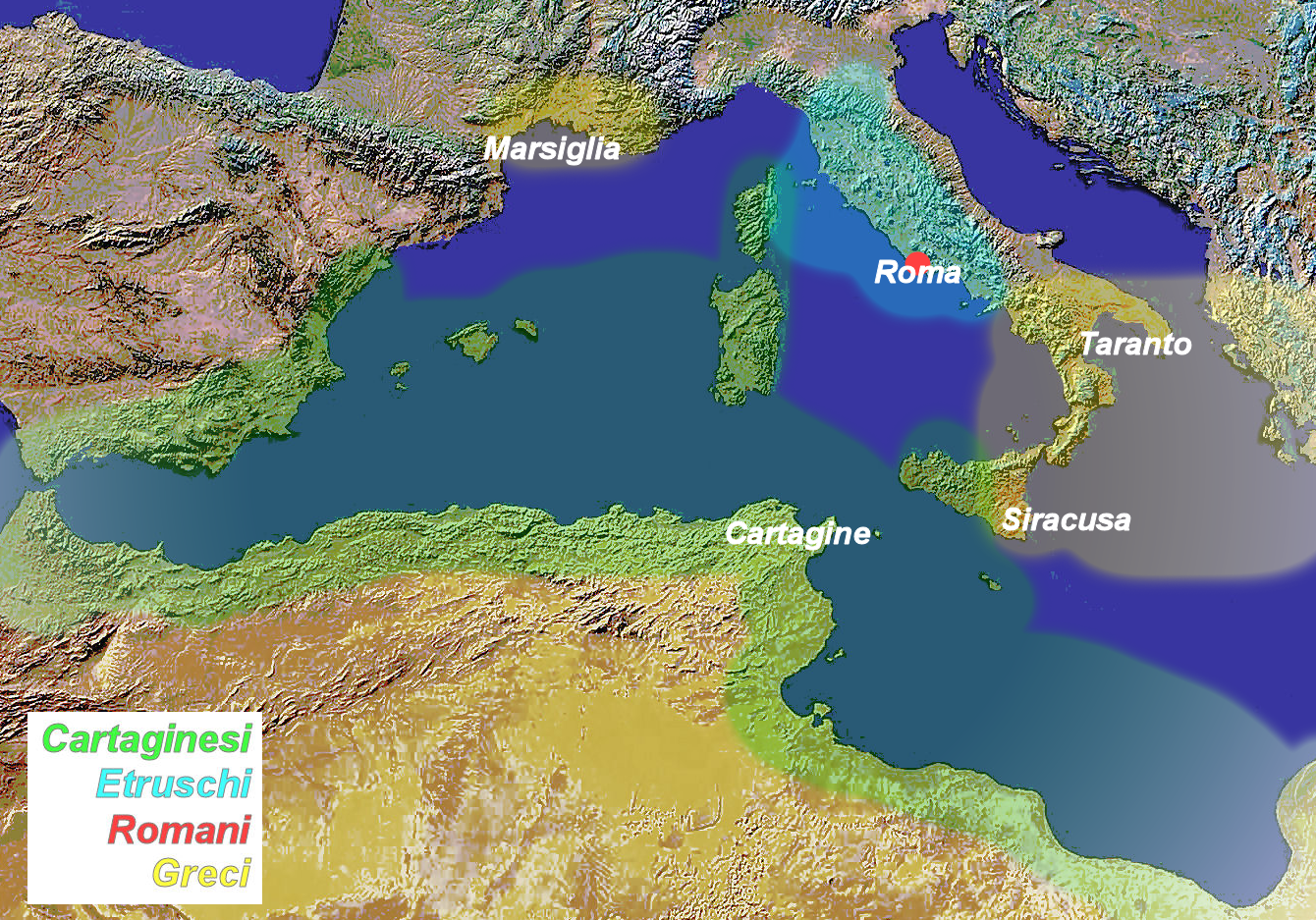
Principali aree di influenza nel Mediterraneo Occidentale nel 509 a.C.

È di quegli anni il primo trattato fra Cartagine e Roma. La potenza punica e la nascente Repubblica romana non furono sempre acerrime nemiche; nel 509 a.C. fu sottoscritto un Trattato che regolamentava i diritti marittimi, commerciali e territoriali dei due contraenti:
(Polibio, Storie, III, 22., Rizzoli, Milano, trad.: M. Mari)
Il trattato, per i Romani venne sottoscritto dai primi consoli che avevano appena esiliato Tarquinio il Superbo. Ricordando che i trattati internazionali vengono firmati sempre dopo un più o meno lungo periodo di azioni diplomatiche, e ricordando come la cacciata di Tarquinio sia ampiamente riconosciuta come segnale della cessazione della prevalenza etrusca in Roma, è facile osservare come il primo trattato fra Roma e Cartagine non sia altro che la formalizzazione di una superiore forza contrattuale dei Cartaginesi nei confronti degli Etruschi; avevano iniziato le trattative con un re Etrusco per poi concludere con i consoli repubblicani romani.
Di interesse precipuo relativamente a questo testo è l'osservazione che Cartagine considerava Roma come una piccola potenza cui si potevano fare delle concessioni nella certezza di non doverne temere la concorrenza ma, soprattutto, considerava la Sardegna un vero e proprio "possedimento" come la Libia dove i Romani non potevano assolutamente mettere piede se non per cause di forza maggiore. Per la Sicilia, più esattamente per la parte occidentale sotto controllo punico, le restrizioni per Roma erano meno pesanti:
(Polibio, Storie, III, 22, Rizzoli, Milano, trad.: M. Mari)
Per le navi romane, oltre il Capo Bello e in Sardegna, solo rifugio, riparazioni, ringraziamenti agli dèi ma commercio ben controllato dal potere centrale e - naturalmente- sottoposto a pesanti tassazioni. In Sicilia invece i diritti erano paritari, chiaro sintomo di una diversa situazione politica dell'isola, più protettorato che possedimento.

## Guerre greco-puniche

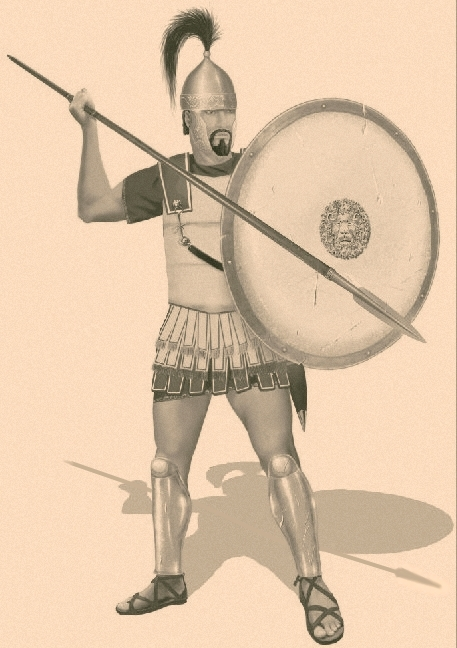
Oplita cartaginese del Battaglione sacro (IV secolo a.C.)

La posizione di Cartagine in Sicilia non era quella del controllore assoluto. La schermaglie sempre più ravvicinate fra Greci e Punici si sarebbero sempre più ampliate fino a sfociare nello scontro diretto delle guerre greco-puniche, le guerre più lunghe della storia cartaginese. La costante dell'azione cartaginese nell'isola era non solo di contenimento della fondazione di sempre più vicine colonie greche ma anche di conquista meramente territoriale, come in Sardegna. Fino a quando uno solo dei contendenti non avesse preso il controllo di entrambe le vie d'acqua fra il Mediterraneo Orientale e occidentale (il Canale di Sicilia e lo Stretto di Messina) l'inevitabile scontro per il monopolio dei commerci tra i due popoli sarebbe durato.
La necessità, che avevano entrambi i popoli, di poter controllare il flusso di traffico commerciale e militare nello Stretto fu, chiaramente, la causa scatenante delle guerre greco-puniche che, fino al 265 a.C. videro coinvolte Cartagine, i suoi possedimenti in Africa e Sicilia e le varie colonie siceliote, in primis Siracusa.
Partendo dalla zona controllata nel nord ovest dell'isola, Cartagine tentò varie volte di sfondare in direzione della costa orientale dello Stretto. Ed a più riprese i Sicelioti tentarono di estromettere i Punici dall'isola, sempre senza successo. Lo stato di guerra in Sicilia si incistò fino a provocare, nel 277 a.C. l'intervento di Pirro, il famoso re dell'Epiro.
Il momento di maggiore potere di Cartagine nell'area dello Stretto si raggiunse con la presa di Messina quando i punici vennero "in aiuto" dei Mamertini nella loro guerra con Siracusa. Sfortunatamente per i Cartaginesi, i Mamertini avevano chiesto l'aiuto anche di Roma. Questa richiesta segnò il casus belli per l'intervento romano sull'altra sponda dello Stretto dove già controllava Reghion.
Si scatenò così la prima delle tre guerre puniche che sancì l'ingresso di Roma nel controllo, prima dello Stretto di Messina con le battaglie di Messina, Mylae, Tindari, e poi del Canale di Sicilia, alla conclusione della Prima guerra punica.
Il trattato di pace conseguente alla sconfitta dei Punici segnò la definitiva estromissione di Cartagine dalla Sicilia, dalle isole Pelagiche e perciò dal monopolio e dal controllo della rotta commerciale più redditizia fra le due metà del Mediterraneo.